# Wizebsk
Wizebsk (belarussisch Віцебск, Transliteration: Vicebsk) bzw. Witebsk (russisch Витебск / Witebsk; polnisch Witebsk; litauisch Vitebskas; lettisch Vitebska) ist eine Stadt im Norden von Belarus nahe der Grenze zu Russland. Sie hat einen Flusshafen an der Düna, ist Industriestadt (Maschinenbau, Leicht-, Nahrungsmittel-, Textilindustrie), Eisenbahn- und Straßenknotenpunkt sowie kultureller Mittelpunkt des Gebietes mit Universität, Hochschulen, Theater, Museen, Galerien und Baudenkmälern. Wizebsk ist Hauptstadt der Woblasz Wizebsk sowie Sitz des am 13. Oktober 1999 gegründeten römisch-katholischen Bistums Wizebsk.

## Geschichte
Die Stadt wurde im Jahre 947 auf Befehl der Großfürstin Olga von Kiew (881–969) gegründet und 1021 zum ersten Mal urkundlich erwähnt. Wizebsk wurde als Festung der Kiewer Rus gegen heidnische litauische Eindringlinge ausgebaut. Nachdem in der Kiewer Rus feudale Zersplitterungsprozesse eingesetzt hatten, gehörte die Stadt im 12. und 13. Jahrhundert zum Fürstentum Polozk. Sie war ein wichtiges Handels- und Handwerkszentrum, später Sitz eines eigenständigen Fürstentums mit Handelsverbindungen zur Hanse. Nach der Mongolischen Invasion der Rus wurde Wizebsk 1320 vom Großfürstentum Litauen annektiert, nach anderen Quellen wurde es als Mitgift ins Großfürstentum Litauen integriert.
Im 16. Jahrhundert wurde der Ort bei Kriegshandlungen mehrmals zerstört. Als mit der Union von Lublin am 12. August 1569 die Adelsrepublik Polen-Litauen begründet wurde, gehörte Wizebsk zum neu gegründeten Staat. Von 1654 bis 1667 war die Stadt von russischen Truppen besetzt. Während des Großen Nordischen Krieges wurde sie 1708 fast vollständig niedergebrannt.
Im Laufe der Ersten Teilung Polens im Jahre 1772 fiel die Stadt und ihre Umgebung an Russland. Im Russlandfeldzug Napoléon Bonapartes wurde Wizebsk am 28. Juli 1812 erobert und in Brand gesteckt.

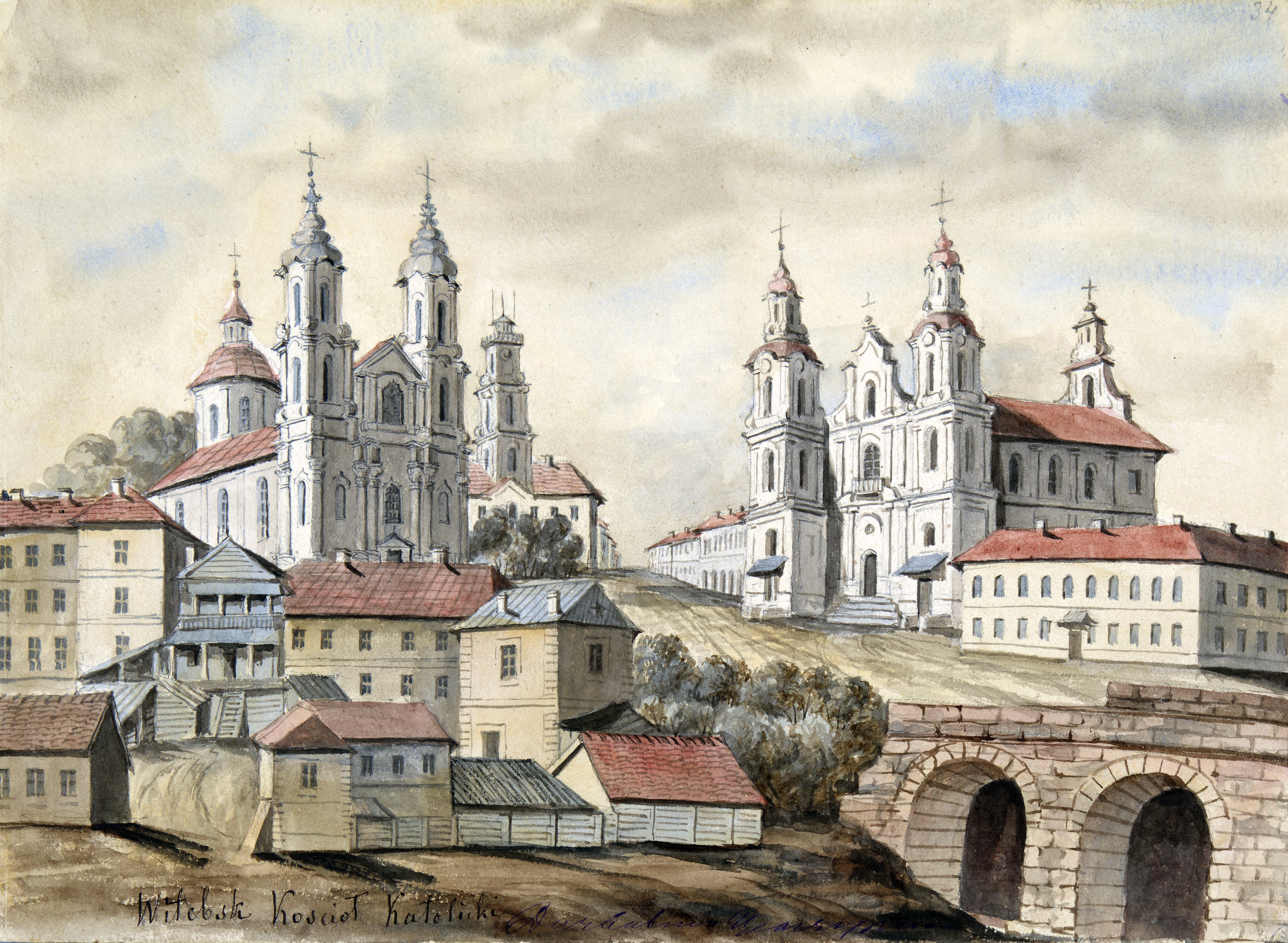
Wizebsk im 19. Jahrhundert auf einem Gemälde von Napoleon Orda

Im 19. Jahrhundert wurde sie zu einem bedeutenden Industriezentrum in der Region und war Hauptstadt des Gouvernements Witebsk. Die Stadt bildete einen Eisenbahnknotenpunkt auf den Strecken von Warschau nach Sankt Petersburg (wo einer der Hauptbahnhöfe Witebsker Bahnhof heißt) und von Moskau nach Riga.

### Bevölkerung
Wizebsk war wie viele Städte Osteuropas eine gemischte Stadt.
1900 waren 52 % der Bevölkerung Juden, so dass die Stadt zu den größten jüdischen Zentren zählte.
In den 1920er Jahren hatte die Stadt rund 100.000 Einwohner, davon 45 % Juden, 30 % Belarussen und 20 % (Groß-)Russen.

### Künstlerisches Zentrum
1896 eröffnete Jehuda Pen in Wizebsk auf Anregung von Ilja Repin die erste private Kunstschule in Belarus.
Er machte die Stadt damit zu einem der wichtigsten Zentren der künstlerischen Moderne in Europa. „Zwischen 1917 und 1922 war Wizebsk ein Laboratorium der Moderne, in welchem bedeutende Vertreter der europäischen Avantgarde, wie z. B. Marc Chagall, El Lissitzky, die Künstlervereinigung UNOWIS, Kasimir Malewitsch, Abram Braser, die Theaterregisseure Rudolf Ungern und Iwan Sollertinskij und viele andere experimentierten.“

### Sowjetunion

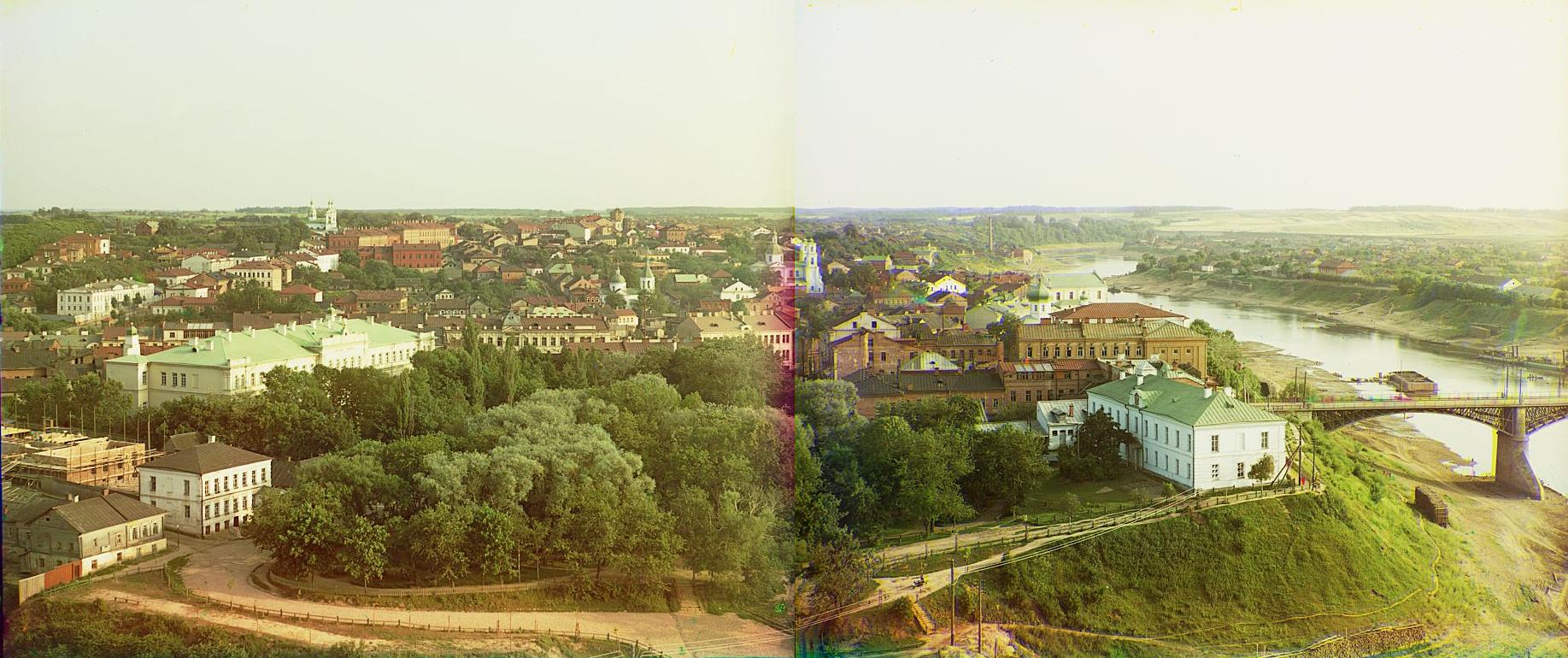
Wizebsk 1912 (Montage zweier Einzelfotos von Prokudin-Gorski)

Nach der Auflösung des Gouvernements Witebsk 1924 kam die Stadt zur Weißrussischen SSR.

### Deutsche Besatzung
Wizebsk wurde während des Zweiten Weltkriegs wie kaum eine andere Stadt zerstört. Ihre große jüdische Gemeinde – in der Stadt gab es einst etwa 70 Synagogen und jüdische Bethäuser – wurde ausgelöscht. Am 10. Juli 1941 nahm die deutsche Wehrmacht Wizebsk ein. Ihr folgte sogleich das Einsatzkommando 9 (EK 9) der Einsatzgruppe B, dessen Kommandeure im Rahmen des Holocaust von Juli bis Oktober 1941 zwischen 6800 und 15.000 Juden erschießen ließen. Am 26. Juni 1944 eroberte die Rote Armee die Stadt in der Kesselschlacht bei Wizebsk wieder zurück. Während des Kampfes wurde sie fast vollständig zerstört. Danach bestand in der Stadt das Kriegsgefangenenlager 271 für deutsche Kriegsgefangene des Zweiten Weltkriegs. Schwer Erkrankte wurden im Kriegsgefangenenhospital 2813, Letcy, versorgt. Seit 1991 ist Wizebsk Teil des unabhängigen Staates Belarus.

## Kultur und Sehenswürdigkeiten

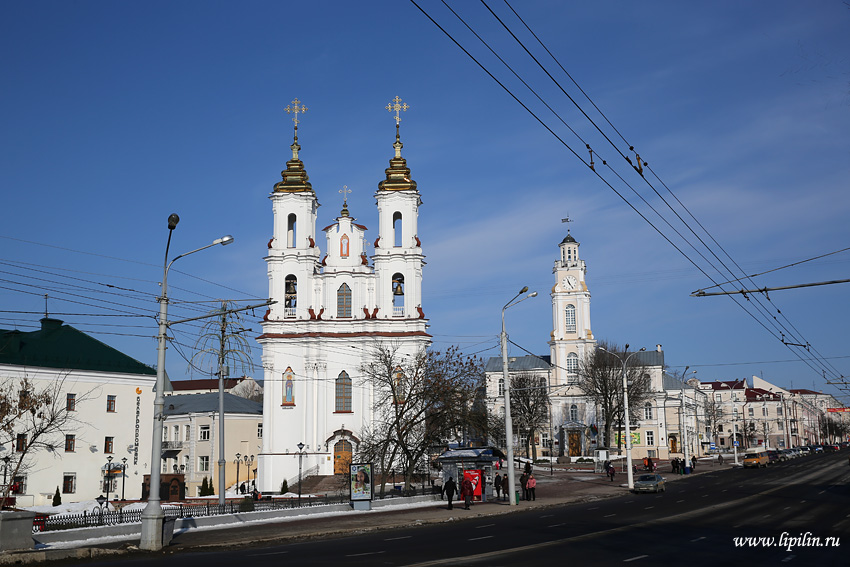
Wizebsk, Lenin-Straße

Sehenswert in der Stadt sind das Rathaus aus dem Jahre 1775, die Kasaner Kirche von 1760 und die Maria-Verkündigungs-Kirche aus dem 12. Jahrhundert. Wenige Kilometer außerhalb der Stadt liegt die Repin-Datscha, das dreistöckige Sommerhaus des bekannten russischen Malers Ilja Repin, in dem viele seiner Gemälde entstanden.
Das Elternhaus des russisch-jüdischen Malers und Grafikers Marc Chagall wurde als Museum hergerichtet, und im Marc Chagall Art Center werden viele seiner Lithografien gezeigt.
Im Jahr 1969 wurde ein Museum zu Ehren des Partisanenkommandeurs Minaj Schmyrou eröffnet.
Ein herausragendes kulturelles Ereignis der Stadt ist das internationale Kunstfestival „Slawischer Basar“, das seit 1992 jährlich stattfindet und an dem viele Musikgruppen und Künstler aus Belarus, der Ukraine, Russlands und der baltischen Staaten teilnehmen.

## Sonstige Bauwerke
In Wizebsk befindet sich ein 245 Meter hoher Sendeturm, der als freistehender Stahlfachwerkturm mit einem horizontalen Kreuz ausgeführt ist, an dem der Antennenmast abgespannt ist. Ein fast identischer Turm befindet sich in Hrodna.

## Wappen
Beschreibung: In Blau ein nach rechts sehender Männerkopf mit Haar und Bart in Braun und weißem Kragen schwebt über einem goldbegrifften silbernen Schwert mit der Spitze nach links weisend und in den Ecken in Gold die Zeichen oben „IΣ“, „XΣ“ (griechische Abkürzung für Jesus Christus) und unten „C“, „C“ mit einer Tilde „~“ über den Gruppen.
Der Schild liegt auf einem größeren roten Barockschild auf und ein naturfarbener Cherubkopf schwebt darüber. Zu den Seiten je eine naturfarbene Engelsputte mit rotem Band die Scham verdeckend und das blaue Band des Ordens Andreas des Erstberufenen haltend.
Am Wappenfuß grüner Blätterstrauß und natürliche Rosen, wie auch an der oberen Schildkartusche zu den Seiten. Zwei grüne goldgerandete Rollwerke hängen an den Seiten herab.

## Söhne und Töchter der Stadt
- Franciszek Dionizy Kniaźnin (1750–1807), polnischer Jesuit und Dichter
- Carl Anton von Meyer (1795–1855), deutsch-russischer Botaniker
- Joseph Günzburg (1812–1878), russischer Bankier
- Fanny Berlin, verh. Kaufmann (1852–1896), erste promovierte Juristin in Europa (Bern, 1878)
- Henriette Saloz-Joudra (1855–1928), russisch-schweizerische Ärztin
- Leon Petrażycki (1867–1931), polnischer Philosoph, Jurist und Soziologe
- Pawel Maljantowitsch (1869–1940), russischer Politiker
- Leon Kobrin (1873–1946), jiddischer Schriftsteller und Übersetzer
- Michail Nemjonow (1880–1950), Chirurg, Röntgenologe und Hochschullehrer
- Boris de Schloezer (1881–1969), russischer Übersetzer und Musikwissenschaftler deutscher Herkunft
- Isaak Abelin (1883–1965), Schweizer Chemiker, Pharmazeut und Hochschullehrer
- Josef Ringo (1883–1946), russischer Wissenschaftler, Erfinder und Schriftsteller
- Aron Trainin (1883–1957), Mitunterzeichner des Londoner Viermächte-Abkommens, sowjetischer Jurist des Internationalen Militärgerichtshof bei den Nürnberger Prozessen

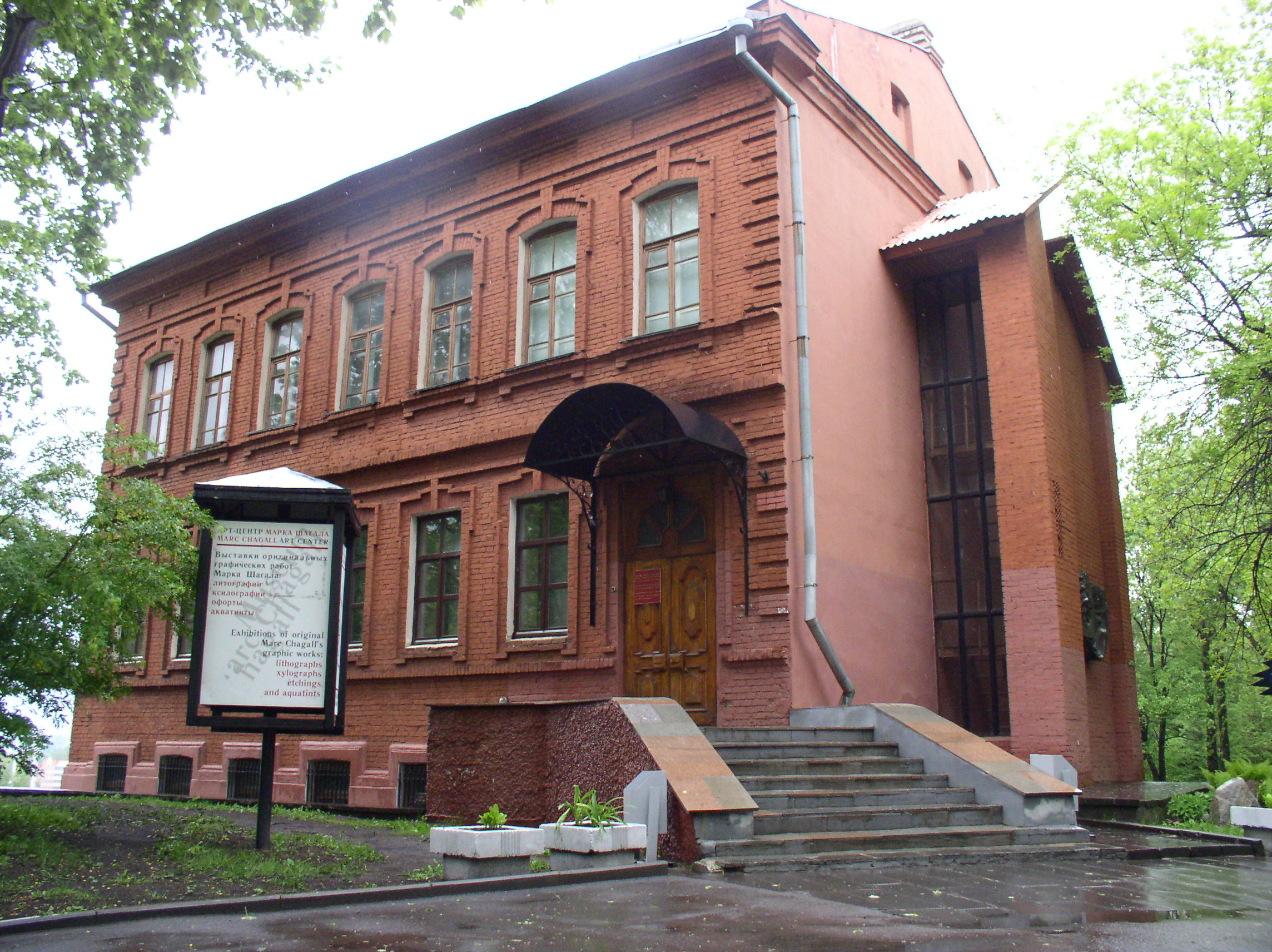
Marc-Chagall-Kunstzentrum in Wizebsk

- Marc Chagall (1887–1985), französischer Maler russisch-jüdischer Herkunft
- Samuel Chotzinoff (1889–1965), US-amerikanischer Musikkritiker und -schriftsteller, Musikproduzent, Pianist und Musicalautor
- Bella Rosenfeld Chagall (1889–1944), Autorin, Ehefrau von Marc Chagall
- Arkadi Rosenholz (1889–1938), russischer Revolutionär und Volkskommissar
- Ossip Zadkine (1890–1967), belarussisch-französischer Maler und Bildhauer
- Immanuel Velikovsky (1895–1979), Arzt, Psychoanalytiker, Katastrophist und Chronologiekritiker
- Dawid Jakerson (1896–1947), Bildhauer und Grafiker
- Eva Levina-Rosenholz (1898–1975), russische Malerin und Grafikerin
- Bronislaw Kaminski (1899–1944), Kollaborateur, Befehlshaber der SS-Sturmbrigade R.O.N.A. (auch Kaminski-Brigade)
- Iwan Sollertinski (1902–1944), sowjetischer Musikwissenschaftler
- Lew Judin (1903–1941), russischer Maler
- Lasar Lagin (1903–1979), sowjetischer Schriftsteller
- Leonid Chentow (1904–1990), sowjetischer marxistischer Theoretiker, Journalist und Schriftsteller
- Lasar M. Chidekel (1904–1986), sowjetischer Maler, Zeichner und Architekt
- Georg von Reutern (1906–1945), deutsch-baltischer Philologe
- Jefim Rojak (1906–1987), russisch-sowjetischer Maler, Grafiker und Architektur- und Industriedesigner
- Edmunds Āboliņš (1907–unbekannt), lettischer Fußballspieler und Trabrennfahrer
- Joseph Solman (1909–2008), US-amerikanischer Maler
- Semjon Altschuler (1911–1983), sowjetischer Physiker
- Isser Harel (1912–2003), Chef des israelischen Geheimdienstes Mossad
- Anatol Bahatyrou (1913–2003), sowjetischer bzw. belarussischer Komponist
- Michail Simjanin (1914–1995), sowjetischer Politiker und Botschafter
- Jewa Feigelson (1915–2010), sowjetisch-russische Physikerin
- Fjodor Schapiro (1915–1973), sowjetischer Physiker
- Marcelo Koc (1918–2006), argentinischer Komponist
- Witali Goldanski (1923–2001), russischer Physiker und Chemiker
- Lew Klein (1927–2019), russischer Gelehrter, Archäologe, Anthropologe, Philologe und Wissenschaftshistoriker
- Jelena Nerasik (* 1927), sowjetisch-russische Mittelalterhistorikerin
- Schores Alfjorow (1930–2019), russischer Physiker, Vizepräsident der sowjetischen Akademie der Wirtschaftswissenschaften in Moskau, Politiker und Nobelpreisträger für Physik des Jahres 2000
- Boris Gutnikow (1931–1986), Violinist
- Valery Panov (1938–2025), israelischer Balletttänzer und -choreograf
- Nikolaj Jeremenko Jr. (1949–2001), sowjetischer und russischer Schauspieler, Volkskünstler Russlands (1994)
- Olha Bajtaljuk (* 1955), sowjetische Ruderin
- Tatjana Moskalkowa (* 1955), russische Politikerin
- Igor Kanygin (* 1956), sowjetischer Ringer
- Gennadi Vengerov (1959–2015), deutsch-russischer Schauspieler und Sprecher
- Andrej Kawaljou (* 1961), Schachspieler und -trainer
- Alexander Witko (* 1961), russischer Admiral
- Wassil Horbatschjou (* 1965), Skilangläufer
- Evgeny Agrest (* 1966), schwedischer Schachspieler
- Andrej Kawaljou (* 1966), Eishockeyspieler
- Ilia Smirin (* 1968), belarussisch-israelischer Großmeister im Schach
- Sinaida Stahurskaja (1971–2009), Radrennfahrerin
- Dmitri Markov (* 1975), australischer Stabhochspringer belarussischer Herkunft
- Ljudmila Didelewa (* 1976), Skilangläuferin
- Sjarhej Ljachowitsch (* 1976), Profiboxer
- Mikalaj Semenjako (* 1976), Skilangläufer
- Julija Paulowitsch-Jelsakowa (* 1978), Shorttrackerin
- Natalia Chatziloizou (* 1979), belarussisch-zypriotische Schwimmerin
- Aljaksej Iwanou (* 1980), Skilangläufer
- Sjarhej Karnilenka (* 1983), Fußballspieler
- Wital Radsiwonau (* 1983), Fußballspieler
- Leila Rajabi (* 1983), iranische Kugelstoßerin
- Wiktar Sujeu (* 1983), Amateurboxer
- Wolha Chischynkowa (* 1986), Model, Miss Belarus 2008
- Wital Michajlau (* 1986), Eisschnellläufer
- Jauhen Abramenka (* 1987), Biathlet
- Wjatschaslau Modsel (* 1987), Trampolinturner
- Tanja Dsjahilewa (* 1991), Model
- Maksim Sjarhejeu (* 1991), Shorttracker
- Darja Patschabut (* 1994), Gewichtheberin
- Mikalaj Solatau (* 1994), Fußballspieler
- Uladsislau Hantscharou (* 1995), Trampolinturner und Olympiasieger 2016
- Mikita Wajlupau (* 1995), Handballspieler
- Aljaksandr Assipkou (* 1997), Eishockeyspieler
- Kiryl Pjatschenin (* 1997), Fußballspieler
- Sachar Wolkau (* 1997), Fußballspieler
- Maksim Nedassekau (* 1998), Leichtathlet
- Wijaleta Skwarzowa (* 1998), Weit- und Dreispringerin
- Uladsislau Jaromenka (* 1999), Eishockeyspieler
- Ilja Schkuryn (* 1999), Fußballspieler
- Aljaksej Protas (* 2001), Eishockeyspieler

## Partnerstädte
Wizebsk ist Partnerstadt von

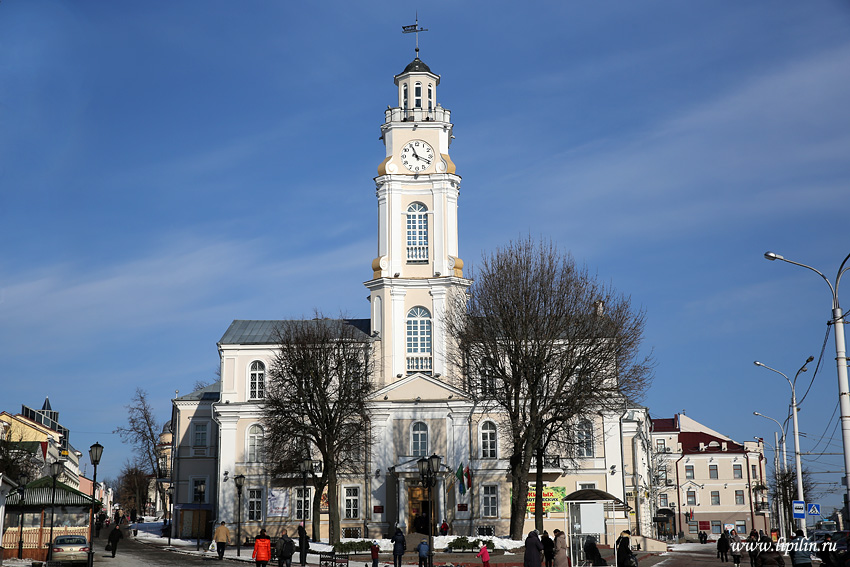
Rathaus

 Frankfurt (Oder), Deutschland
 Nienburg/Weser, Deutschland
 Rischon LeZion, Israel
 Zielona Góra, Polen
 Daugavpils, Lettland
 Rēzekne, Lettland
 Gelendschik, Russland
 Pskow, Russland
 Stupino, Russland
 Samara, Russland
 Smolensk, Russland
 Harbin, Volksrepublik China
 Chaskowo, Bulgarien
 Gotland, Schweden
In der sowjetischen Periode war Wizebsk Partnerstadt von Frankfurt (Oder) und Grünberg in Schlesien (Zielona Góra). Zur Ehre der Partnerstädte führten in Wizebsk zwei Restaurants die jeweiligen Namen der Partnerstädte, wobei nur eines von beiden noch heute existiert. Zur Ehre der polnischen Stadt Zielona Góra fand im Jahr 1988 das „Festival des polnischen Liedes“ statt, das im Jahr 1992 zum „Internationalen Kunstfestival“ «Славянский базар в Витебске» umgestaltet wurde und jährlich stattfindet.

## Ausbildung
Die Staatliche Technologische Universität Wizebsk (ВГТУ) wurde im Jahre 1965 gegründet. Sie hat vier Fakultäten:
- ökonomische Fakultät
- mechanisch-technologische Fakultät
- Fakultät für Konstruktion und Technologie
- Fakultät für Design und Technologie.

Zur WSTU gehören ein Sportkomplex, ein Sanatorium und eine Abteilung für Design und Entwicklung.
Die Witebsker Staatliche P. M. Mascherov Universität (WSU) wurde im Jahre 1910 gegründet. Sie hat elf Fakultäten:
- Mathematische Fakultät
- Fakultät für Physik
- Fakultät für Geschichte
- Pädagogische Fakultät
- Biologische Fakultät
- Fakultät für belarussische Philologie und Kultur
- Fakultät für soziale Pädagogik und Psychologie
- Philologische Fakultät
- Fakultät für Sportwissenschaft
- Juristische Fakultät
- Fakultät für bildende Kunst und Grafik.

Die Witebsker Staatliche Medizinische Universität (WSMU) wurde im Jahre 1934 gegründet. Sie hat sieben Fakultäten:
- Heilfakultät
- Pharmazeutische Fakultät
- Fakultät der Zahnmedizin
- Fakultät der Vorbereitung der ausländischen Bürger
- Fakultät der Erhöhung der Qualifikation der Spezialisten und der Umschulung der Fachkräfte
- Fakultät der Erhöhung der Qualifikation nach der Pädagogik und der Psychologie
- Fakultät der Berufsorientierung und der Vorbereitung von Abiturienten

Die Witebsker Staatliche Akademie der Tiermedizin (ВГАВМ) wurde im Jahre 1933 gegründet. Sie hat fünf Fakultäten:
- Fakultät der Tiermedizin
- Biotechnologische Fakultät
- Fakultät der Berufsorientierung und der Vorbereitung von Abiturienten
- Fakultät des Fernstudiums
- Fakultät der Erhöhung der Qualifikation der Spezialisten und der Umschulung der Fachkräfte

## Sport
Der FK Wizebsk (früher u. a. Lokomotiv-96 Vitebsk, belarussisch ФК Віцебск, russisch ФК Витебск / FK Witebsk) spielte bis 2011 in der Wyschejschaja Liha, der höchsten Spielklasse von Belarus. Erfolgreicher ist das Damenfußballteam von Universitet Wizebsk. Darüber hinaus ist in der Stadt der Eishockeyverein HK Wizebsk beheimatet.

## Bibliographie
- Karl Schlögel: Die erste Stadt der neuen Welt. Wie Witebsk in Weißrussland für einen historischen Augenblick zur Metropole der Moderne wurde; in: Die Zeit 4/2006 vom 19. Januar 2006
- V. A. Schischanov: Das Witebskmuseum der modernen Kunst: istoriia sozdaniia i kollektsii. 1918–1941; Minsk: Medisont, 2007 (PDF)